# Primera secessio plebis

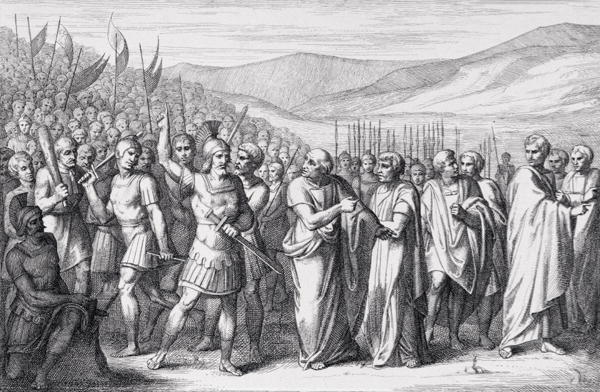
La rebelión de la plebe en el Monte Sacro, grabado de B. Barloccini, 1849.

La primera secessio plebis del 494 a. C. fue un acontecimiento en la historia política y social de la antigua Roma entre el 495 y el 493 a. C., que implicó una disputa entre la clase dirigente patricia y la clase baja plebeya, y fue una de las secessio plebis,(lit. en latín: «secesión, separación de los plebeyos») antigua parte de un conflicto político más amplio conocido como el conflicto de las órdenes, durante el periodo inicial de la República romana. Algunos cuentan tales secesiones como entre las primeras huelgas de la historia, o como una forma temprana de huelga general.
La secesión fue inicialmente provocada por el descontento sobre la carga de la deuda de la clase plebeya más pobre. El hecho de que los gobernantes patricios, incluidos los cónsules y, particularmente, el senado, no se ocuparan de esas quejas y, posteriormente, la negativa rotunda del senado a aceptar las reformas de la deuda, hizo que la cuestión se convirtiera en una preocupación más generalizada sobre los derechos de la plebe. Como resultado, los plebeyos se separaron y partieron hacia el cercano Monte Sacro.
Finalmente, se negoció una reconciliación y se dio representación política a los plebeyos mediante la creación del cargo del tribuno de la plebe (tribunus plebis).

## Antecedentes
El último rey de Roma había sido expulsado en el 509 a. C. y la República Romana había sido establecida. En lugar de los reyes, la ciudad-estado estaba gobernada por dos cónsules, elegidos anualmente y en funciones durante doce meses. Otras instituciones de gobierno incluían el senado y varias asambleas del pueblo.
En esta época, los cónsules eran elegidos entre los patricios, que eran la clase alta de Roma. Asimismo, el senado estaba compuesto únicamente por patricios. Los cónsules y el senado ejercían juntos las funciones ejecutivas y la mayoría de las funciones legislativas en Roma.
Los patricios, por lo tanto, poseían la mayoría de los poderes políticos en Roma, y también eran generalmente más ricos. Los plebeyos, por otro lado, eran la mayoría de la población y también la mayoría de los soldados del ejército romano.

## Preludio

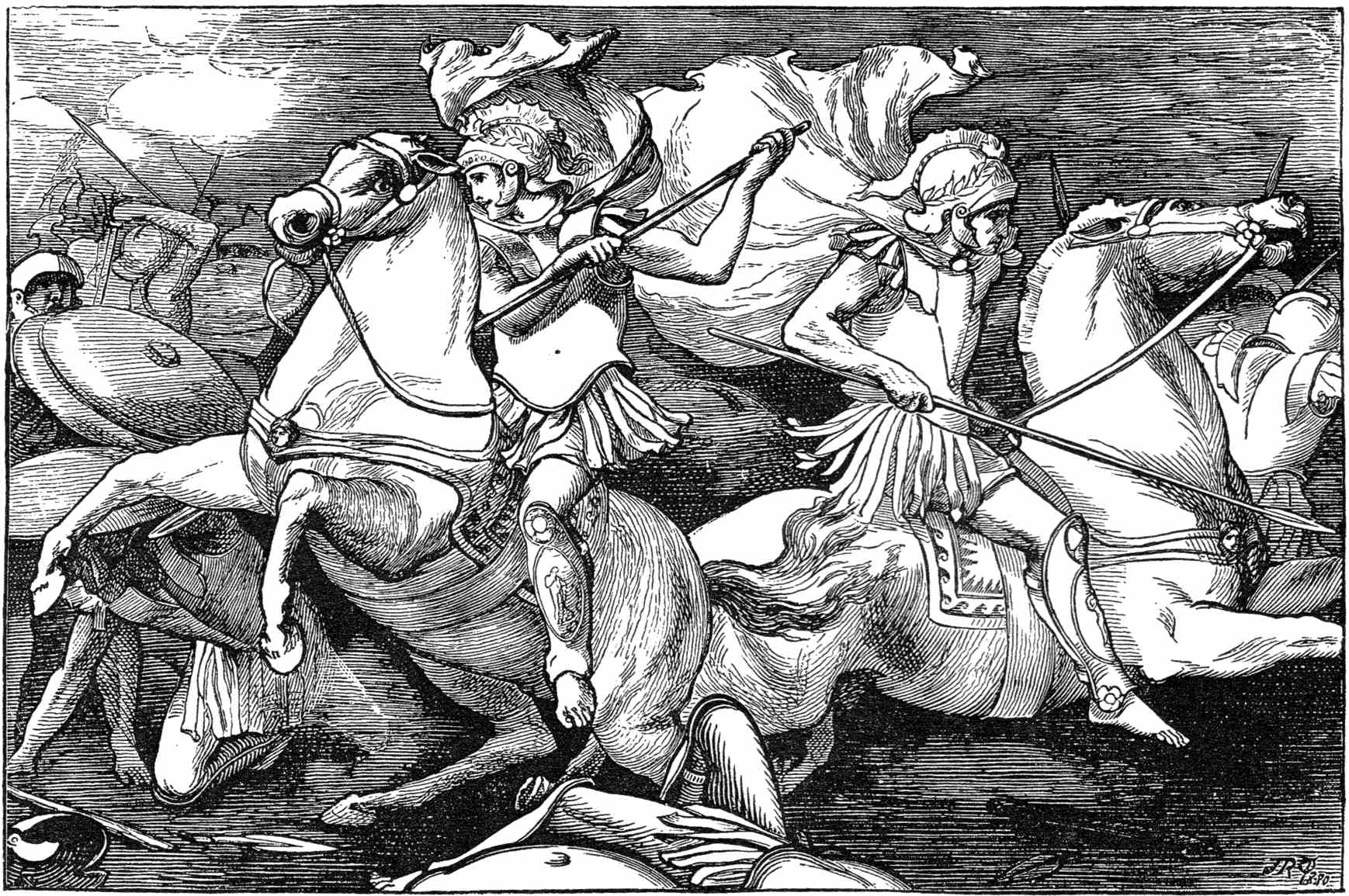
Grabado de 1880 representando a Cástor y Pólux en la batalla del Lago Regilo, por John Reinhard Weguelin.

En el 495 a. C., poco después de la importante victoria romana sobre los latinos en la batalla del Lago Regilo, habían llegado a Roma rumores de la amenaza de guerra de los volscos. Fue mandado un ejército romano bajo el cónsul Publio Servilio Prisco Estructo y luego regresó de las tierras volscas, aparentemente evitando la guerra sin derramar sangre.
Al regresar el ejército de la guerra, el pueblo de Roma comenzó a quejarse de los terrores a los que estaban sometidos por las deudas. Los deudores, se quejaban, eran encarcelados y golpeados por ciertos prestamistas. El historiador romano Tito Livio registra que un exoficial del ejército, avanzado en años, se lanzó al foro. Sus ropas estaban sucias, su cuerpo pálido y delgado, y llevaba también una larga barba y pelo que le daban una impresión de locura. La gente lo reconoció, y recordaron los honores que había conseguido en la batalla, y él mostró sus cicatrices de batalla. Luego les contó cómo había llegado a tal estado: que mientras servía en la guerra contra los sabinos el enemigo había devastado sus propiedades rurales, quemado su casa, saqueado sus posesiones y robado su ganado. Además, se le había imputado un impuesto, y había pedido dinero prestado para pagarlo, pero debido a la usura se había visto obligado a abandonar la granja de su abuelo, luego la de su padre, y más tarde, otra propiedad final. Cuando no pudo pagar más, los acreedores lo llevaron a prisión y lo amenazaron de muerte. Entonces mostró las marcas del látigo en su espalda. La gente estaba indignada y el alboroto se extendió por toda Roma. Los deudores de toda la ciudad se apresuraron a salir a las calles e imploraron protección al pueblo, y una gran multitud se reunió en el foro.
Los cónsules Servilio y Apio Claudio Sabino asistieron al foro, y el pueblo exigió que se convocara al senado. Sin embargo, muchos senadores se negaron a asistir por temor a que fueran muy pocos para llegar a una decisión. El pueblo sospechó que sus demandas estaban siendo bloqueadas, y la violencia estaba tan cerca de estallar que los senadores se sintieron obligados a actuar, y finalmente se reunieron en la casa del senado. Sin embargo, el senado siguió golpeado por la indecisión. Uno de los cónsules, Appio, debido a su duro temperamento, pidió que el levantamiento fuera sofocado por la autoridad de los cónsules. El otro cónsul, Servilio, que tenía una disposición más moderada, pidió que se otorgara alguna concesión al pueblo para convencerlo para retirarse del foro.

## Primer intervalo
Una serie de disturbios extranjeros intervinieron ahora. Algunos jinetes latinos llegaron a Roma para anunciar que un ejército volsco había invadido sus territorios, y solicitaron la ayuda de Roma. El pueblo romano se negó a inscribirse como soldados debido a sus quejas pendientes. El senado, abatido, envió al cónsul Servilio para intentar romper el impasse. Servilio se dirigió a la asamblea e informó al pueblo de que el senado había estado considerando medidas para aliviar las preocupaciones del pueblo, pero que se había visto interrumpido por las noticias de la invasión. Exhortó al pueblo a dejar de lado sus quejas momentáneamente para permitir que Roma unida se enfrente al enemigo común. Además, anunció un edicto por el que ningún ciudadano romano debía ser detenido, ni encadenado ni en prisión, por no alistarse en el combate, y que ningún soldado, mientras sirviera en el ejército, debía hacer que le confiscaran o vendieran sus bienes, ni que detuvieran a sus hijos o nietos. Inmediatamente los deudores que habían sido arrestados fueron liberados, e inscribieron sus nombres y, tras ellos, multitudes del pueblo romano se congregaron en el foro para prestar el juramento militar. Inmediatamente después, Servilio dirigió el ejército para enfrentarse a los volscos. Inicialmente los volscos intentaron aprovecharse de las divisiones romanas haciendo un atentado en el campamento romano durante la noche para provocar alguna traición o deserción; sin embargo, los romanos permanecieron unidos y al día siguiente los volscos fueron derrotados y la ciudad de Suessa Pometia saqueada.
Hubo otros enfrentamientos militares contra los sabinos, en los que la caballería romana liderada por Aulo Postumio Albo Regilense y la infantería liderada por Servilio lograron una rápida victoria, y contra los ausonios donde los romanos, de nuevo liderados por Servilio, lograron la victoria.

## Incrementan las tensiones
Las tropas regresaron a Roma y el pueblo anticipó que los cónsules y el senado tomarían medidas para abordar las preocupaciones populares relacionadas con la deuda. Sin embargo, la situación se vio agravada por el cónsul Apio Claudio Sabino que actuó en contra de las expectativas populares al emitir severos decretos relativos a la deuda, con el efecto de que los deudores que previamente habían sido liberados de la prisión fueran devueltos a sus acreedores, y otras personas fueran detenidas. Un soldado al que se aplicó el nuevo decreto hizo un llamamiento al otro cónsul Servilio y una multitud se reunió para recordarle a Servilio sus promesas anteriores y también el servicio del pueblo en la guerra, y le pidió que llevara el asunto ante el senado. No obstante, el ánimo de los patricios estaba a favor del acercamiento de Apio, y así Servilio se quedó en una posición en la que no podía tomar ninguna medida para intervenir en nombre del pueblo, y se ganó el desaprobación de ambas facciones como resultado: los senadores lo consideraban débil y populista, mientras que el pueblo pensaba que había traicionado su confianza.
Mientras tanto, los cónsules no pudieron decidir cuál de ellos debería dedicar un nuevo templo a Mercurio. El senado remitió la decisión a la asamblea popular, y también decretó que el cónsul que fuera elegido debería ejercer también deberes adicionales, incluyendo la presidencia de los mercados, el establecimiento de un gremio de comerciantes y el cargo de las funciones del pontifex maximus.  El pueblo, a pesar del senado y de los cónsules, a cambio, concedió el honor de oficial militar superior a Marcus Laetorius.
El senado estaba indignado por este giro de los acontecimientos, al igual que uno de los cónsules en particular. Sin embargo, el pueblo no fue contenida. Al ver que un deudor era llevado a los tribunales, se formó una multitud y la violencia estalló. La muchedumbre protegió a los deudores y se volvió contra los acreedores. Los decretos del cónsul apenas fueron escuchados e ignorados, y los acreedores fueron acosados a la vista de uno de los cónsules.
Las hostilidades con los sabinos ahora condujeron a un decreto del senado para la inscripción de los gravámenes del ejército. Sin embargo, el decreto fue ignorado, y nadie se alistó. Apio se enfureció y culpó a Servilio diciendo que con su silencio, había traicionado a la república al no dictar sentencia a los deudores y no inscribir las cargas del ejército. Apio juró que por sí mismo defendería la república y la dignidad de su cargo y del senado. Intentó intervenir ordenando el arresto de uno de los cabecillas de la sedición; los lictores se apoderaron del hombre y trataron de llevárselo; sin embargo, él trató de ejercer su derecho de apelación ante el pueblo. Apio trató de impedir la apelación, pero los líderes le convencieron de lo contrario. Este callejón sin salida, y un mayor nivel de sedición y reuniones secretas, continuó hasta la conclusión del mandato de los cónsules.
A partir de marzo del 494 a. C., los cónsules elegidos fueron Aulo Verginio Tricosto Celiomontano y Tito Veturio Gémino Cicurino. Mientras tanto, el pueblo celebraba reuniones nocturnas regulares, a veces en la Colina del Esquilino y otras veces en el Monte Aventino. Los cónsules se enteraron de estas reuniones, y pusieron el asunto ante el senado. Sin embargo, el senado estaba tan indignado porque los cónsules no habían usado la autoridad de su cargo para impedir estas reuniones, que al principio, no fue posible celebrar ninguna votación. Los senadores reprendieron a los cónsules por no haber actuado, y los cónsules preguntaron por la voluntad del senado. En respuesta, el senado decretó que los gravámenes del ejército debían ser reclutados lo antes posible, para distraer al pueblo de su sedición.
Los cónsules, por lo tanto, ascendieron a la rostra, y convocaron a los jóvenes por su nombre para que se alistaran. Ninguno respondió. En su lugar, una multitud del pueblo se reunió y le dijo al cónsul que nadie lo haría hasta que los derechos y libertades públicas fueran restablecidos. Los cónsules estaban perdidos, y temiendo una gran perturbación si se presionaba el tema, en su lugar regresaron al senado para obtener una mayor orientación.
A su regreso, los senadores más jóvenes criticaron duramente a los cónsules por lo que dijeron que era una falta de valor, y les pidieron que dimitieran. Pero los cónsules dijeron al senado que los disturbios eran más serios y más avanzados de lo que el senado se había dado cuenta, e invitaron a los senadores a asistir al foro para observar las dificultades de los cónsules para inscribir los impuestos. Los cónsules, acompañados por algunos senadores, volvieron a la rostra, y de nuevo pidieron el alistamiento de un hombre que, los cónsules sabían, era muy reacio a aceptar. El hombre, rodeado de sus partidarios, no respondió. Los cónsules enviaron a un licer para capturar al hombre, pero sus partidarios lo rechazaron. Los senadores, sorprendidos por esto, trataron de ayudar, pero también fueron alejados, y una mayor perturbación se evitó con la oportuna intervención de los cónsules.
El senado fue entonces retirado. Los senadores que habían estado involucrados en el incidente pidieron una investigación criminal, y hubo un gran tumulto y gritos, particularmente entre los elementos más extremos del senado. Los cónsules les reprendieron por ser tan rebeldes como la gente del foro, y se celebró una votación. Se consideraron tres propuestas. El cónsul del año anterior, Appio Claudio, dijo que el libertinaje del pueblo y su falta de temor a las consecuencias de su comportamiento provenían de su derecho de apelación a la asamblea popular. Pidió el nombramiento de un dictador al que no se pudiera apelar. Por otra parte, Tito Larcio abogó por la adopción de medidas para aliviar los problemas de la deuda que habían dado lugar a las quejas del pueblo. Como término medio, otro senador Publio Verginio —no está claro si era pariente del cónsul—, propuso que el alivio sugerido por Larcio se extendiera únicamente a las personas que sirvieron en el ejército en las recientes guerras contra los aurunci y los sabinos. La sugerencia de Apio fue apoyada por la mayoría, y aunque el mismo Apio fue casi elegido como dictador, en su lugar el senado eligió a un hombre de temperamento más moderado, Manio Valerio Máximo.
Valerio era el hermano de Publio Valerio Publícola que tenía el agnomen Publicola («amigo del pueblo»), porque después del derrocamiento de la monarquía había instituido, como cónsul, el derecho de apelación a la asamblea del pueblo. Como resultado, el pueblo no temía un trato duro por parte del dictador Valerio.

## Segundo intervalo

Posiciones de los ecuos,sabinos y volscos en el Lacio (Italia central).

Poco después de su nombramiento, con la amenaza de guerra de varios enemigos extranjeros, los ecuos, sabinos y los volscos, Valerio emitió un edicto en relación con la deuda que era en efecto similar al que había emitido Servilio el año anterior, y se convenció al pueblo de que se alistara en el ejército. Se formaron diez legiones, un número mayor que el que se había formado anteriormente. Tres fueron asignadas a cada uno de los cónsules, y el dictador tomó cuatro legiones para hacer frente a la mayor amenaza que representaban los sabinos.
El cónsul Verginius lideró sus legiones contra los volscos. Derrotó al ejército volsco, y persiguió al enemigo hasta Velletri donde el ejército volsco fue masacrado. Las tierras de Velletri fueron tomadas por Roma.
El dictador dirigió sus tropas contra el ejército de los sabinos y obtuvo una gran victoria, únicamente superada en esta época por la batalla del Lago Regilo en su renombre, y como resultado celebró un triunfo.
Mientras tanto, el cónsul Veturio llevó sus legiones a territorio latino para lidiar con los merodeadores ecuos. Sin embargo, los ecuos huyeron a la seguridad de las montañas. El cónsul los persiguió, pero los encontró acampados en un sitio estratégicamente ventajoso y de difícil acceso. Propuso esperar; sin embargo, sus tropas se quejaron de que deseaban regresar a Roma debido a los continuos disturbios políticos y sociales, y obligaron al cónsul a lanzar un ataque. La audacia del ataque fue tal que los ecuos se asustaron al huir de su campamento, y los romanos lograron así una victoria sin derramar sangre, y con la captura de mucho botín en el campamento de los ecuos.

## Clímax y secesión
Los ejércitos regresaron a Roma. El dictador, decidido a resolver el problema de la deuda pendiente, pidió al senado que se ocupara del problema. Sin embargo, el senado se negó. El dictador, frustrado, arengó al senado por su obstinación y su oposición a la concordia. Se negó a seguir siendo dictador mientras que el senado se negó a actuar, y por lo tanto renunció a su cargo. Al regresar a su casa, el pueblo le aplaudió por sus esfuerzos.
El senado se vio obligado a tomar medidas por temor a una mayor sedición. En consecuencia, con el pretexto de algunas renovadas hostilidades por los ecuos, el senado ordenó que las legiones fueran conducidas fuera de la ciudad. El pueblo estaba indignado por este giro de los acontecimientos. Para evitar su juramento militar, el pueblo contempló la posibilidad de asesinar a los cónsules, pero se observó que un acto criminal no podía absolverlos de su juramento, que era sagrado por naturaleza.
Un plebeyo, Lucio Sicinio Beluto propuso que la gente dejara la ciudad en masa y se dirigiera al Monte Sacro, a tres millas de la ciudad, más allá del río Aniene. La gente siguió su consejo. Livio registra otra versión establecida en la historia de Piso que el pueblo en cambio procedió a la Colina del Aventino, sin embargo Livio duda de la versión de Pisón en base a que el Monte Sacro es el preferido por la mayoría de los historiadores. Cuando llegaron, ellos establecieron un campamento y lo fortificaron con murallas y trincheras y esperaron allí por un número de días.

## Reconciliación y reformas
El senado, temiendo lo que vendría después, fue finalmente incitado a negociar con los plebeyos. Enviaron al excónsul Agripa Menenio Lanato como mediador, por su elocuencia y también por su popularidad, que se debía, según Livio, a que era descendiente de plebeyos. No obstante, como este fue cónsul y esta dignidad no estaba abierta a los plebeyos en aquella época, debió haber sido ya un patricio y en consecuencia, si la declaración de Tito Livio es correcta, su familia se habían convertido en patricios, probablemente, durante el reinado de uno de los últimos reyes de Roma.
Cuando llegó, Menenio contó a los plebeyos una fábula sobre la necesidad de que todas las partes del cuerpo trabajen juntas, porque todas las partes dependen unas de otras para su propio éxito y supervivencia. Esto les hizo ver la importancia de cada parte de la república romana para cada otra parte, y la necesidad de una reconciliación.
La resolución acordada preveía el nombramiento de una nueva clase de magistrados, llamados tribuno de la plebe (tribunus plebis), elegidos entre los plebeyos y diseñados para representar sus intereses contra el poder de los cónsules patricios. Inicialmente se seleccionaron cinco tribunos —Livio dice que  se eligieron dos, y esos dos seleccionaron otros tres—. Incluían a Lucio Albino Pártulo, Cayo Licinio y Lucio Sicinio Beluto. Además, la persona de un tribuno se hizo sacrosanta, de modo que cualquier persona que les hiciera daño estaba sujeta a castigo con la muerte.

En aquellos tiempos, habiéndose separado de la plebe de los patricios, cerca del año decimoséptimo después de la expulsión de los reyes, la plebe creó para sí unos tribunos en el Monte Sacro (Aventino) que fuesen magistrados plebeyos. Denominados tribunos porque, en otro tiempo, el pueblo estaba dividido en tres partes y se nombraba uno por cada una, o también porque eran nombrados por sufragios de las tribus.

## Consecuencias
Livio informa que hubo una hambruna en Roma en el 492 a. C., que se produjo porque los agricultores plebeyos no habían sembrado sus cosechas durante la secesión. Los cónsules organizaron la importación de grano de Etruria para hacer frente a la escasez. Al año siguiente se importó una cantidad incluso mayor de grano de Sicilia, y la cuestión de cómo distribuirlo entre los ciudadanos romanos, junto con las tensiones derivadas de la secesión, condujeron al exilio y a la deserción de Cayo Marcio Coriolano, después de que éste, abogara sin éxito por la revocación de las reformas surgidas de la secesión, incluida la creación de la oficina de los tribunos.